# Drantum (Emstek)
Drantum ist ein Ortsteil der Gemeinde Emstek im Landkreis Cloppenburg in Niedersachsen.
Die Bauerschaft liegt mitten im Oldenburger Münsterland an der A 1 und der B 72. Östlich von Drantum befindet sich ein sächsisch-karolingisches Gräberfeld, das teilweise 1964 beim Bau der A 1 am Hexenberg freigelegt und untersucht wurde und Hinweise auf die Christianisierung in der Region lieferte.
Erstmals erwähnt wurde Drantum 947 n. Chr. in einer Schenkungsurkunde unter dem Namen driontheim. Die lockere Bebauung des Ortes – ohne eigentlichen Ortskern – deutet auf verschiedene Ausbaustufen hin.
Wahrzeichen Drantums ist der aus der Zeit um 1650 stammende und im Jahr 1999 sanierte Klocktorn mit einer Glocke aus dem 17. Jahrhundert.

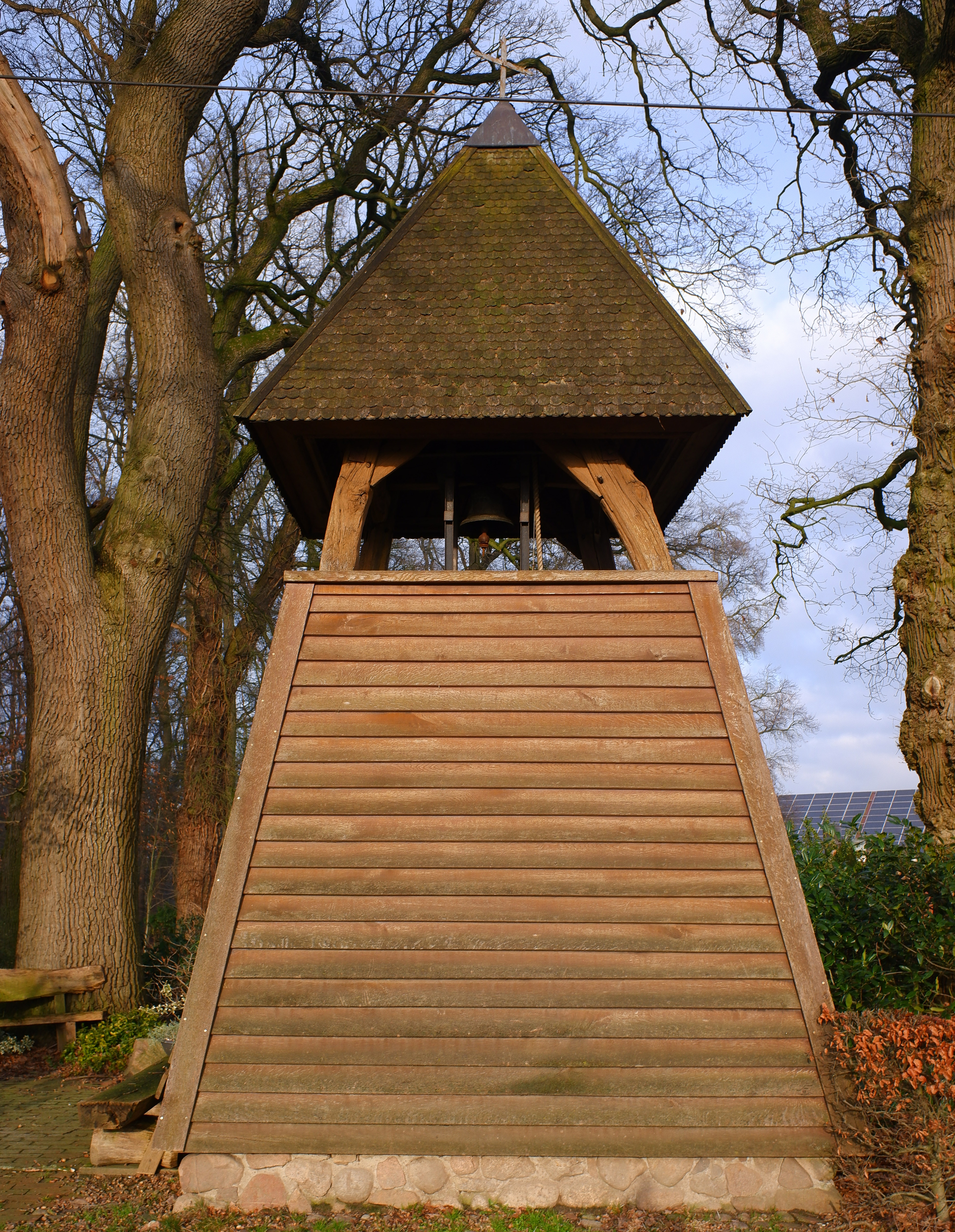
Klocktorn am Herzog-Erich-Weg

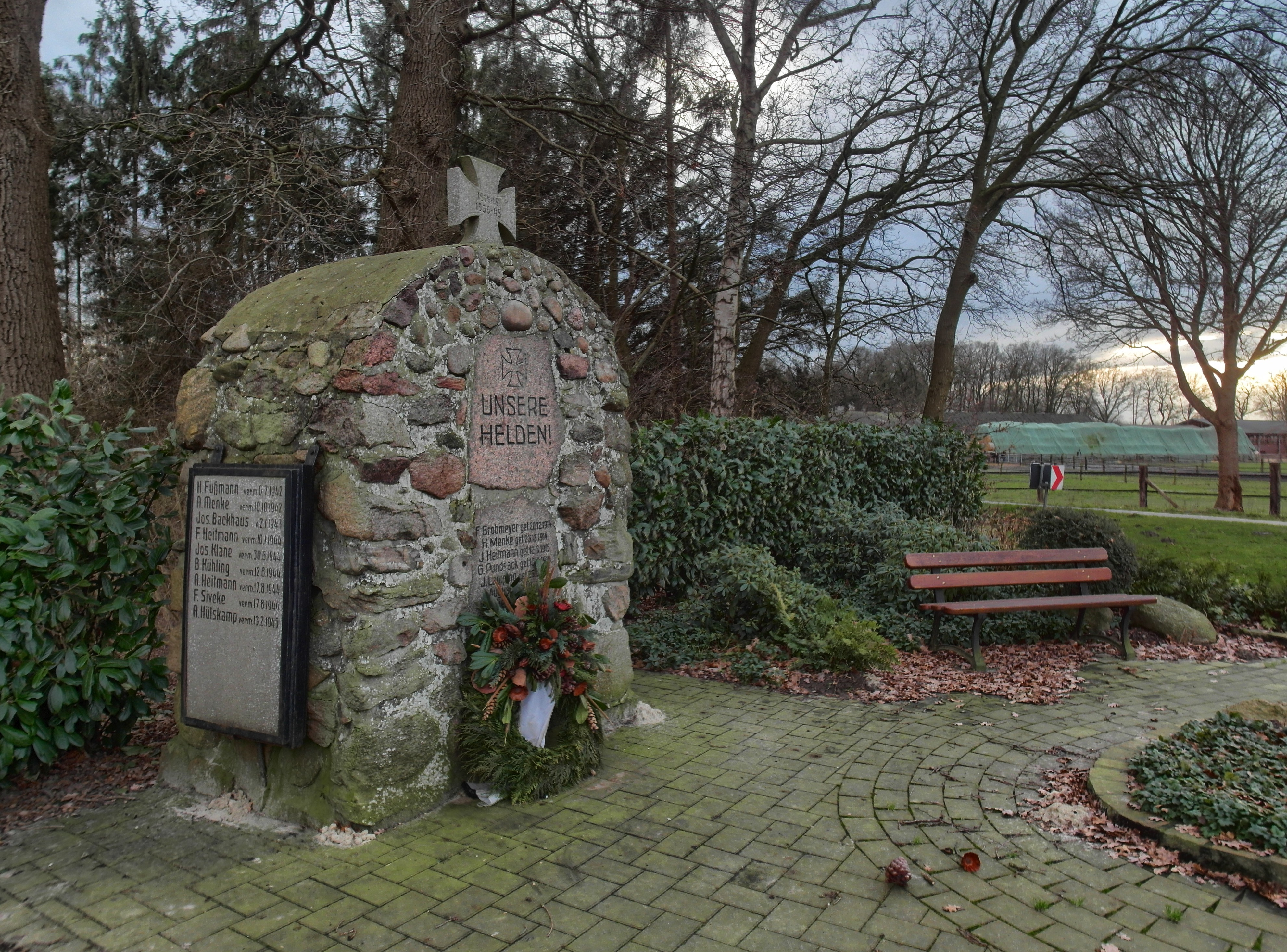
Heldendenkmal Drantum